# شعار إيران
شعار إيران (بالفارسية: نشان رسمی ایران) هو الشعار الرسمي للجمهورية الإسلامية الإيرانية، اعتمد في 1980، بعد نحو عام من الثورة الإسلامية الإيرانية بقيادة روح الله الخميني في عام 1979، وهو شعار يتميز بكلمة لفظ الجلالة الله مُزخرفة بالخط العربي. تعرض الشعار لانتقادات لشبهه بشعار السيخ.

## شعارات سابقة

ختم قورش العظيم الأخميني مابين عامي 559-331 ق.م.
ختم قورش العظيم الأخميني المُعَاد تشكيله
شعار الديانة المجوسية فروهر
شعار بلاد فارس
شعار سلالة قاجار
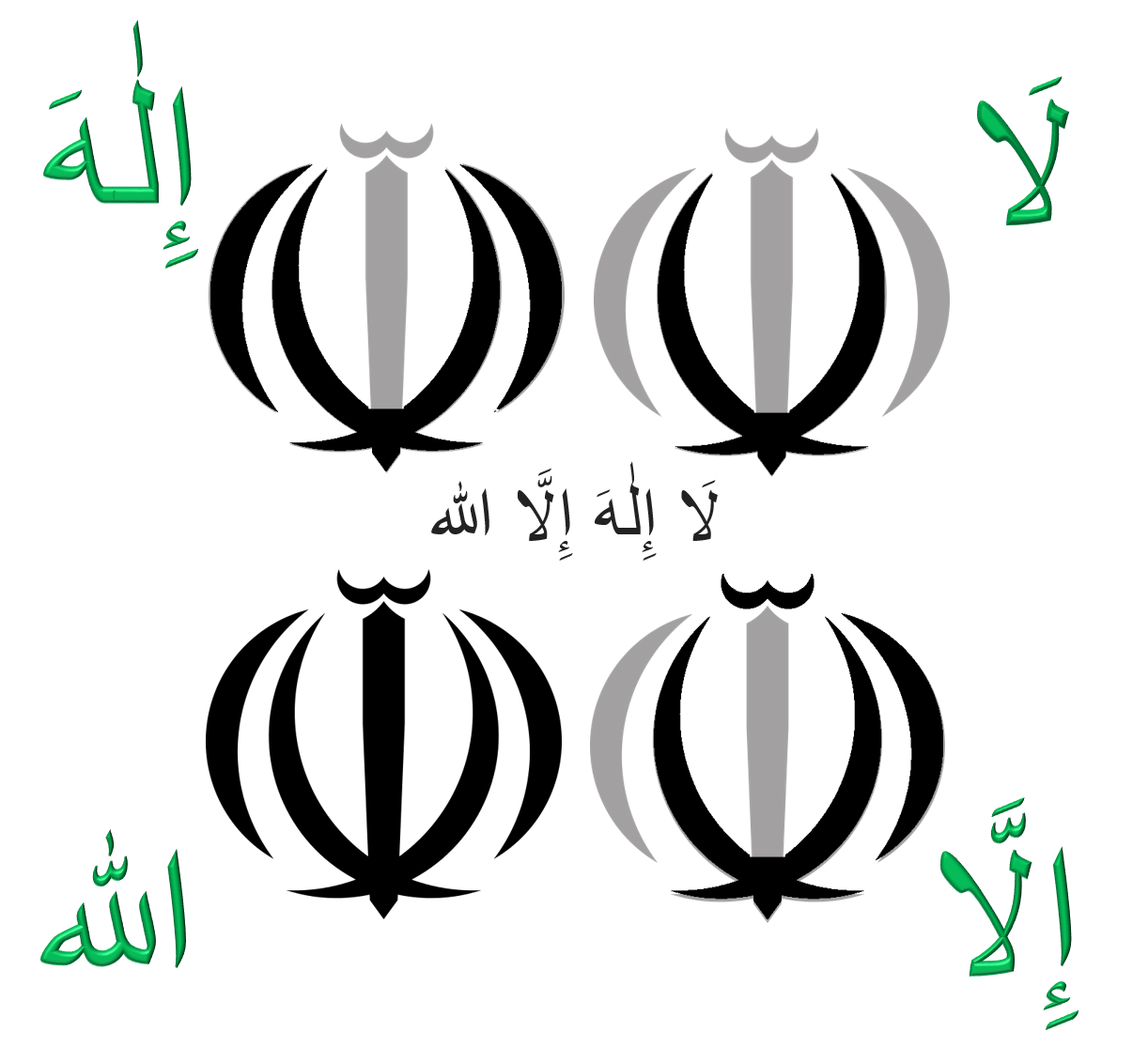
بعد الثورة الإسلامية في إيران، غيّروا شعار بلادهم من ((الأسد والشمس)) إلى لفظ الجلالة ((الله)) المزخرفة بسيفٍ بين 4 هلال. بشكل زهرة. والشعار الحالي للجمهورية الإسلامية، يدل أيضاً على كلمة ((لا إله إلا الله))
الشعار الحالي للجمهورية الإسلامية الإيرانية. وهو لفظ الجلالة ((الله)) بشكل زهرة متشكّلة من سيفٍ بين 4 هلال إسلامي